# Marabagatta, Hosadurga
Marabagatta là một làng thuộc tehsil Hosadurga, huyện Chitradurga, bang Karnataka, Ấn Độ.